# JPEGMafia
Barrington DeVaughn Hendricks (født 22. oktober 1989), bedre kendt under kunstnernavnet JPEGMafia, er en amerikansk rapper, sanger og producer.

## Baggrund
Hendricks blev født i New York City til jamaicanske forældre. Han flyttede som 13-årig til Alabama, hvor han oplevede racisme, noget som senere har haft stor betydning for hans musik og politiske holdninger. Som 18-årig meldte han sig til United States Air Force, og var udstationeret i flere forskellige lande.

## Karriere
Hendricks begyndte sin musikkarriere, mens han var udstationeret i Japan, hvor han begyndte at skrive og producere musik under navnet Devon Hendryx. Han udgav mellem 2009 og 2013 en række mixtapes under pseudonymet. I 2015, efter at have forladt militæret, flyttede han til Baltimore, og begyndte at lave musik under navnet JPEGMafia. Han udgav herefter to mixtapes, før han i februar 2016 udgav sit første studiealbum, Black Ben Carson.
JPEGMafia udgav sit andet studiealbum, Veteran, i januar 2018. Albummet var hans mest eksperimentale til dato, og modtog positive anmeldelser. Hans næste album, All My Heroes Are Cornballs, blev udgivet i september 2019, og modtog også positive anmeldelser. Han udgav i oktober 2021 sit fjerde album, LP!.
JPEGMafria annoncerede i januar 2023, at han var i gang med at lave et fællesalbum sammen med Danny Brown, og albummet Scaring the Hoes blev udgivet den 24. marts 2023.

## Diskografi
Studiealbum
- Black Ben Carson (2016)
- Veteran (2018)
- All My Heroes Are Cornballs (2019)
- LP! (2021)
- Scaring the Hoes (2023)